# Championnat d'Islande féminin de football 2021
Navigation
Édition précédente Édition suivante
Le championnat d'Islande féminin de football 2021 est la 50e édition du championnat d'Islande féminin. Les dix meilleurs clubs de football féminin d'Islande sont regroupés au sein d'une poule unique, la Úrvalsdeild, où ils s'affrontent deux fois au cours de la saison, à domicile et à l'extérieur.
Le championnat débute le 4 mai 2021 et doit se terminer le 12 septembre 2021.

## Organisation
Le championnat à 10 équipes se déroule par match aller-retour soit dix-huit rencontres, neuf à domicile et neuf à l'extérieur.

## Équipes engagées
| \| Agglomération de Reykjavík: Breiðablik Fylkir Stjarnan Þróttur Valur Reykjavik Keflavík Selfoss ÍBV Tindastóll Þór/KA \| Localisation des clubs engagés. |
| Agglomération de Reykjavík: Breiðablik Fylkir Stjarnan Þróttur Valur Reykjavik Keflavík Selfoss ÍBV Tindastóll Þór/KA                                       |

| Club                       | Classement 2020 | Stade               | Capacité |
| -------------------------- | --------------- | ------------------- | -------- |
| Breiðablik Kopavogur       | 1er             | Kópavogsvöllur      | 5 500    |
| Valur Reykjavík            | 2e              | Vodafonevöllurinn   | 2 500    |
| Fylkir Reykjavik           | 3e              | Floridana Völlurinn | 1 800    |
| UMF Selfoss                | 4e              | Selfossvöllur       | 950      |
| Þróttur Reykjanesskagi     | 5e              | Valbjarnarvöllur    | 5 500    |
| Ungmennafélagið Stjarnan   | 6e              | Samsung völlurinn   | 2 300    |
| Þór/KA                     | 7e              | Akureyrarvöllur     | 4 000    |
| ÍB Vestmannaeyja           | 8e              | Hásteinsvöllur      | 3 000    |
| ÍBK Keflavík               | 1er (D2)        | Keflavíkurvöllur    | 4 000    |
| Ungmennafélagið Tindastóll | 2e (D2)         | Sauðárkróksvöllur   | 1 300    |

## Compétition

### Classement
Le barème utilisé pour établir le classement est le suivant : 3 points pour une victoire, 1 point pour un match nul et 0 point pour une défaite.
Source : Soccerway
| Rang | Équipe         | Pts | J  | G  | N | P  | Bp | Bc | Diff |
| ---- | -------------- | --- | -- | -- | - | -- | -- | -- | ---- |
| 1    | Valur          | 45  | 18 | 14 | 3 | 1  | 52 | 17 | +35  |
| 2    | Breiðablik T C | 36  | 18 | 11 | 3 | 4  | 59 | 27 | +32  |
| 3    | Þróttur        | 29  | 18 | 8  | 5 | 5  | 36 | 34 | +2   |
| 4    | Stjarnan       | 27  | 18 | 8  | 3 | 7  | 23 | 27 | -4   |
| 5    | Selfoss        | 25  | 18 | 7  | 4 | 7  | 31 | 32 | -1   |
| 6    | Þór/KA         | 22  | 18 | 5  | 7 | 6  | 18 | 23 | -5   |
| 7    | ÍBV            | 22  | 18 | 7  | 1 | 10 | 33 | 40 | -7   |
| 8    | Keflavík P     | 18  | 18 | 4  | 6 | 8  | 16 | 26 | -10  |
| 9    | Tindastóll P   | 14  | 18 | 4  | 2 | 12 | 15 | 32 | -17  |
| 10   | Fylkir         | 13  | 18 | 3  | 4 | 11 | 18 | 43 | -25  |

|  | Qualification pour le premier tour de la Ligue des champions 2022-2023                   |
|  | (T) Tenant du titre (C) Vainqueur de la Coupe d'Islande (P) : Promu de deuxième division |

### Statistiques individuelles
Source.
| Rg                 | Joueuse                        | Club       | Buts |
| ------------------ | ------------------------------ | ---------- | ---- |
| Médaille d'or      | Brenna Lovera                  | Selfoss    | 13   |
| Médaille d'argent  | Agla María Albertsdóttir       | Breiðablik | 12   |
| Médaille de bronze | Elín Metta Jensen              | Valur      | 11   |
| 4.                 | Hildigunnur Ýr Benediktsdóttir | Stjarnan   | 8    |
| 4.                 | Ólöf Sigríður Kristinsdóttir   | Þróttur    | 8    |
| 4.                 | Tiffany McCarthy               | Breiðablik | 8    |

| Rg                 | Joueuse                           | Club       | P.d. |
| ------------------ | --------------------------------- | ---------- | ---- |
| Médaille d'or      | Agla María Albertsdóttir          | Breiðablik | 13   |
| Médaille d'argent  | Áslaug Munda Gunnlaugsdóttir (en) | Breiðablik | 7    |
| Médaille de bronze | Fanndís Friðriksdóttir            | Valur      | 5    |
| Médaille de bronze | Birta Georgsdóttir                | Breiðablik | 5    |
| Médaille de bronze | Ásdís Halldórsdóttir              | Valur      | 5    |
| Médaille de bronze | Caity Heap (en)                   | Selfoss    | 5    |

## Bilan de la saison
| Championnat d'Islande féminin de football 2021        |                 |
| Champion                                              | Valur Reykjavik |
| Dauphin                                               | Breiðablik      |
| Coupes et trophées                                    |                 |
| Vainqueur Coupe d'Islande                             | Breiðablik      |
| Qualifications continentales                          |                 |
| Ligue des champions féminine de l'UEFA 2022-2023      | Valur Reykjavik |
| Ligue des champions féminine de l'UEFA 2022-2023      | Breiðablik      |
| Promotions et relégations                             |                 |
| Promus en Championnat d'Islande féminin de football   |                 |
| Relégués en Championnat d'Islande féminin de football |                 |